# Talaptula
Talaptula (łac. Diocesis Talaptulensis) – stolica historycznej diecezji w Cesarstwie Rzymskim w prowincji Byzacena w Tunezji. Obecnie katolickie biskupstwo tytularne.

## Biskupi
| Lp. | Biskup                | Funkcja                                    | Od                  | Do              |
| --- | --------------------- | ------------------------------------------ | ------------------- | --------------- |
| 1   | Thomas Lawrence Noa   | emerytowany biskup Marquette (USA)         | 5 stycznia 1968     | 31 grudnia 1970 |
| 2   | Boniface Nyema Dalieh | wikariusz apostolski Cape Palmas (Liberia) | 17 grudnia 1973     | 19 grudnia 1981 |
| 3   | Maurice Couture       | biskup pomocniczy Quebecu (Kanada)         | 17 lipca 1982       | 1 grudnia 1988  |
| 4   | Clément Fecteau       | biskup pomocniczy Quebecu (Kanada)         | 17 czerwca 1989     | 10 maja 1996    |
| 5   | Jesse Mercado         | biskup pomocniczy Manili (Filipiny)        | 25 lutego 1997      | 7 grudnia 2002  |
| 6   | Isabelo Abarquez      | biskup pomocniczy Cebu (Filipiny)          | 27 grudnia 2002     | 5 stycznia 2007 |
| 7   | Terence Brady         | biskup pomocniczy Sydney (Australia)       | 4 października 2007 |                 |